# Hanka Durante
Hanka Durante (gebürtig Hanka Pachale, * 12. September 1976 in Schwerin) ist eine ehemalige deutsche Volleyballspielerin.

## Karriere
Hanka Durante war 120-fache deutsche Nationalspielerin. 1996 nahm sie mit der deutschen Volleyball-Nationalmannschaft an den Olympischen Spielen in Atlanta teil und belegte dort Platz acht. 2000 nahm sie mit der deutschen Volleyball-Nationalmannschaft an den Olympischen Spielen in Sydney teil und belegte dort Platz sechs. Durante spielte für den Schweriner SC und war zweimalige deutsche Meisterin. 1998 ging sie nach Italien und spielte in Vicenza, Modena, Florenz, Jesi, Chieri, Padua, Perugia und in Pavia. Mit Volley Modena und Colussi Perugia wurde sie 2001 bzw. 2008 Champions-League-Siegerin. 2010 wechselte sie nach Frankreich zum RC Cannes, wo sie 2011 die französische Meisterschaft gewann. In ihrer letzten Saison spielte Durante 2011/12 wieder in Italien bei Piacenza.
Hanka Durante ist die Tochter von Siegfried Pachale (DDR-Diskuswerfer, Olympiateilnehmer 1976 in Montréal). Auch Durantes jüngere Schwester Maja Pachale war eine in der Bundesliga erfolgreiche Volleyballspielerin.
Seit 2013 lebt sie mit ihrem Mann Luca Durante, ebenfalls ein früherer Volleyballspieler, und ihrem Sohn wieder in Schwerin. Zusammen mit ihrem Mann betreibt sie ein italienisches Delikatessengeschäft in der Innenstadt.